# Devario

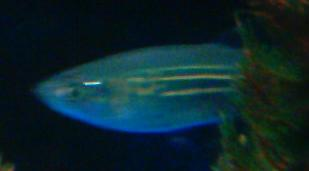
Devario aequipinnatus

A Devario  a csontos halak (Osteichthyes) főosztályának sugarasúszójú halak (Actinopterygii)  osztályába, a pontyalakúak (Cypriniformes) rendjébe, a pontyfélék (Cyprinidae) családjába, és az Danioninae alcsaládjába tartozó nem.

## Rendszerezés
A nemhez az alábbi 35 faj tartozik.
- Devario acrostomus
- Devario acuticephala
- Devario aequipinnatus
- Devario affinis
- Devario annandalei
- Devario apogon
- Devario apopyris
- Devario assamensis
- Devario browni
- Devario chrysotaeniatus
- Devario devario
- Devario fangfangae
- Devario feegradei
- Devario fraseri
- Devario gibber
- Devario horai
- Devario interruptus
- Devario kakhienensis
- Devario laoensis
- Devario leptos
- Devario maetaengensis
- Malabári dánió (Devario malabaricus)
- Devario manipurensis
- Devario naganensis
- Devario neilgherriensis
- Devario pathirana
- Devario peninsulae
- Devario regina)
- Devario salmonata
- Devario shanensis
- Hajnalpír dánió (Devario sondhii)
- Devario spinosus
- Devario strigillifer
- Devario suvatti
- Devario yuensis